# Ettrick (Virginia)
Ettrick es un lugar designado por el censo del condado de Chesterfield, Virginia, Estados Unidos. Según el censo de 2020, tiene una población de 7241 habitantes.
En los Estados Unidos, un lugar designado por el censo (traducción literal de la frase en inglés census-designated place, CDP) es una concentración de población identificada por la Oficina del Censo exclusivamente para fines estadísticos.

## Demografía

### Censo de 2020
| Raza                   | Núm. | Porc.  |
| ---------------------- | ---- | ------ |
| Afroamericanos         | 5017 | 69.29% |
| Blancos                | 1619 | 22.36% |
| Amerindios             | 19   | 0.26%  |
| Asiáticos              | 89   | 1.23%  |
| Isleños del Pacífico   | 4    | 0.06%  |
| De otras razas         | 98   | 1.35%  |
| De una mezcla de razas | 395  | 5.46%  |

Del total de la población, el 3.76% son hispanos o latinos de cualquier raza.

### Estimación 2018-2022
Según la estimación 2018-2022 de la Oficina del Censo, los ingresos medios de los hogares son de $53,555 y los ingresos medios de las familias son de $66,573. Los ingresos medios en los últimos doce meses, medidos en dólares de 2022, son de $20,486. Alrededor del 7.4% de la población está por debajo de la línea de pobreza.

## Localidades adyacentes
El siguiente diagrama muestra a las localidades más próximas a Ettrick.